# ديكي مور
ديكي مور هو لاعب هوكي الجليد وشخصية أعمال كندي، ولد في 6 يناير 1931 في مونتريال في كندا، وتوفي بنفس المكان في 19 ديسمبر 2015 بسبب سرطان البروستاتا.

## وصلات خارجية
- ديكي مور على موقع دوري الهوكي الوطني (الإنجليزية)
- ديكي مور على موقع EliteProspects.com (الإنجليزية)
- ديكي مور على موقع HockeyDB.com (الإنجليزية)
- ديكي مور على موقع Hockey-Reference.com (الإنجليزية)
- ديكي مور على موقع قاعة كيبيك للمشاهير الرياضية (الفرنسية)